# Lago Otsego
Il lago Otsego è un lago nello stato di New York, Stati Uniti d'America.

## Geografia
Il suo principale emissario è il fiume Susquehanna.
Sulla sponda meridionale del lago sorge la cittadina di Cooperstown, sulla sponda nord si trova il Parco nazionale di Glimmerglass, mentre sulla sponda occidentale si trova la Glimmerglass Opera.
Il lago Otsego ha una lunghezza massima di 14,5 km e dal punto di vista geologico fa parte dei Finger Lakes, anche se non viene conteggiato come uno di essi.
Hyde Hall, che si affaccia sul lago, è una villa edificata nel 1817 che all'epoca della sua costruzione era uno degli edifici più grandi degli Stati Uniti d'America.

## Riferimenti nella letteratura
Lo scrittore James Fenimore Cooper cita questo lago o lo utilizza come principale ambientazione in sue diverse opere, quali per esempio I pionieri, Lo sterminatore di daini e L'ultimo dei Mohicani. All'epoca di Cooper il lago era noto con il nome di Glimerglass.